# Чорний Володимир Володимирович (військовик)
Володи́мир Володи́мирович Чо́рний (нар. 20 січня 1996, м. Болград, Одеська область) — старший лейтенант Збройних сил України, учасник російсько-української війни. Герой України (2022).

## Життєпис
Закінчив Одеський військовий ліцей з посиленою військово-фізичною підготовкою (2013), факультет підготовки спеціалістів високомобільних десантних військ та розвідки Військової академії (м. Одеса, 2017). Служив командиром взводу окремого аеромобільного батальйону ім. старшого лейтенанта Івана Зубкова. Згодом перевівся до Січеславської повітрянодесантної бригади, де пройшов шлях від командира парашутно-десантного взводу до командира парашутно-десантної роти.
Завдяки його умілим діям при захисті міста Волновахи Донецької області, знищено близько 50 осіб противника, танк Т-72 і взято в полон п'ятеро окупантів.

## Нагороди
- звання Герой України з врученням ордена «Золота Зірка» (2022) — за особисту мужність і героїзм, виявлені у захисті державного суверенітету та територіальної цілісності України, вірність військовій присязі[2].
- орден Богдана Хмельницького III ступеня (2022) — за особисту мужність і самовіддані дії, виявлені у захисті державного суверенітету та територіальної цілісності України, вірність військовій присязі[3].